# ドクン・アキングベード
ドクン・アキングベード（Dokun Akingbade[DOE-koon AH-kin-BOD-eh] 1984年6月5日 - ）は、アメリカ合衆国・メリーランド州リバースデイル出身のバスケットボール選手。ポジションはパワーフォワード・センター。

## 来歴
ナイジェリアのラゴスで生まれた後、生後6ヶ月でアメリカ合衆国に移住した。
高校の最終学年、平均13得点、12リバウンド、2ブロックショットをあげて同校のMIP、最優秀守備選手に選ばれる活躍を見せるとともに、学業でもGPAで4,17の成績をあげた。
ジョージ・ワシントン大学に入学、1、2年次は、プレシーズンゲームでしか起用されなかった。3年次の2004-2005シーズンより公式戦に出場し、2005年1月30日のデイトン大学戦で初先発した。このシーズン20試合に出場し、平均1.8得点、1.3リバウンド、シュート成功率43.8%、フリースロー成功率50.0%の成績を残した。2005-2006シーズンはレッドシャツで過ごし、2006-2007シーズンは、32試合に出場し、平均7.3得点、5.6リバウンド、1.0アシスト、シュート成功率54.7%、フリースロー成功率55.4%の成績をあげた。このシーズンチームは23勝9敗と大学史上最高の成績をあげ、アトランティック10男子バスケットボールトーナメントで優勝、決勝で彼は15得点をあげた。 
2007年6月、USBLのロングアイランド・プライムタイムと契約、ポルトガルリーグのAD Vagosを経て同年10月、ABAのバーモント・フロストヒーブスに入団。リーグ優勝に貢献した。
2008年、新潟アルビレックスBBに入団。2008-2009年シーズン終了後、退団した。
2009-2010シーズンは、スウェーデンリーグのジャムランドでプレーし、2010年、オーストリア・バスケットボール・ブンデスリーガのBSC Raiffeisen Panthers Fürstenfeldで1試合プレーした後、秋田ノーザンハピネッツに入団した。登録名は「ドクン・アキングバデ」。
2012年、バスケットボール・ブンデスリーガのグロリアジャイアンツ・デュッセルドルフでプレー、2012-2013シーズンは、NBLカナダのサマーサイド・ストームでプレーしている。

## 人物
- 好きなNBA選手は、コービー・ブライアントで、ビッグマンとしてのプレーの手本としているのは、ティム・ダンカン[2]。
- bjリーグとABAのスタイルの違いについて、bjリーグの方がよりアップテンポで、優れたローポストプレーヤーがいるとコメントしている[2]。
- 鶏肉が好物。